# Kvalspelet till världsmästerskapet i fotboll 1934
Kvalspelet till världsmästerskapet i fotboll 1934 spelades mellan 11 juni 1933 och 24 maj 1934.

## Deltagande landslag
36 lag var anmälda för deltagande i kvalspelet. De regerande världsmästarna Uruguay deltog ej i kvalspelet.
Chile, Danmark, Finland, Lettland, Norge, Peru och Turkiet var anmälda för spel, men deltog ej i kvalspelet.
- Argentina
- Belgien
- Brasilien
- Bulgarien
- Chile
- Danmark
- Egypten
- Estland
- Finland
- Frankrike
- Grekland
- Haiti
- Irländska fristaten
- Italien
- Jugoslavien
- Kuba
- Lettland
- Litauen
- Luxemburg
- Mexiko
- Nederländerna
- Norge
- Brittiska Palestinamandatet
- Peru
- Polen
- Portugal
- Rumänien
- Schweiz
- Spanien
- Sverige
- Tjeckoslovakien
- Turkiet
- Tyskland
- Ungern
- USA
- Österrike

## Resultat

### Europa

#### Grupp 1
| Nr | Lag ( ) | S | V | O | F | GM | IM | MS | P |
| -- | ------- | - | - | - | - | -- | -- | -- | - |
| 1  | Sverige | 2 | 2 | 0 | 0 | 8  | 2  | +6 | 4 |
| 2  | Litauen | 1 | 0 | 0 | 1 | 0  | 2  | −2 | 0 |
| 3  | Estland | 1 | 0 | 0 | 1 | 2  | 6  | −4 | 0 |

| Hemma \ Borta | Estland | Litauen | Sverige |
| Estland       | —       | [ a ]   | —       |
| Litauen       | —       | —       | 0–2     |
| Sverige       | 6–2     | —       | —       |

|  | 11 juni 1933 | Sverige                                                                                             | 6 – 2   | Estland                               | Stockholms Olympiastadion                                                |                                                                          |
|  |              | Knut Kroon 7′ Lennart Bunke 10′ Bertil Ericsson 13′ 70′ Torsten Bunke 43′ Sven Andersson 79′ (str.) | Rapport | Leonhard Kass 47′ Richard Kuremaa 61′ | Stockholm, Sverige Publik: 8 123 Domare: Reidar Randers-Johansen (Norge) | Stockholm, Sverige Publik: 8 123 Domare: Reidar Randers-Johansen (Norge) |
|  |              | |         |                                       | Stockholm, Sverige Publik: 8 123 Domare: Reidar Randers-Johansen (Norge) | Stockholm, Sverige Publik: 8 123 Domare: Reidar Randers-Johansen (Norge) |
|  |              | |         |                                       | Stockholm, Sverige Publik: 8 123 Domare: Reidar Randers-Johansen (Norge) | Stockholm, Sverige Publik: 8 123 Domare: Reidar Randers-Johansen (Norge) |

|  | 29 juni 1933 | Litauen | 0 – 2   | Sverige               | Kariuomenės Stadionas                                         |                                                               |
|  |              |         | Rapport | Knut Hansson 55′, 65′ | Kaunas, Litauen Publik: 6 000 Domare: August Silber (Estland) | Kaunas, Litauen Publik: 6 000 Domare: August Silber (Estland) |
|  |              |         |         |                       | Kaunas, Litauen Publik: 6 000 Domare: August Silber (Estland) | Kaunas, Litauen Publik: 6 000 Domare: August Silber (Estland) |
|  |              |         |         |                       | Kaunas, Litauen Publik: 6 000 Domare: August Silber (Estland) | Kaunas, Litauen Publik: 6 000 Domare: August Silber (Estland) |

#### Grupp 2
| Nr | Lag ( )  | S | V | O | F | GM | IM | MS  | P |
| -- | -------- | - | - | - | - | -- | -- | --- | - |
| 1  | Spanien  | 2 | 2 | 0 | 0 | 11 | 1  | +10 | 4 |
| 2  | Portugal | 2 | 0 | 0 | 2 | 1  | 11 | −10 | 0 |

| Hemma \ Borta | Portugal | Spanien |
| Portugal      | —        | 1–2     |
| Spanien       | 9–0      | —       |

|  | 11 mars 1934 | Spanien | 9 – 0   | Portugal | Estadio Chamartín                                                  |                                                                    |
|  |              | Eduardo González 3′ Isidro Lángara 13′, 14′ (str.), 46′, 71′, 85′ Luis Regueiro 65′, 70′ Martí Ventolrà 68′ | Rapport |          | Madrid, Spanien Publik: 50 000 Domare: Raphael van Praag (Belgien) | Madrid, Spanien Publik: 50 000 Domare: Raphael van Praag (Belgien) |
|  |              | |         |          | Madrid, Spanien Publik: 50 000 Domare: Raphael van Praag (Belgien) | Madrid, Spanien Publik: 50 000 Domare: Raphael van Praag (Belgien) |
|  |              | |         |          | Madrid, Spanien Publik: 50 000 Domare: Raphael van Praag (Belgien) | Madrid, Spanien Publik: 50 000 Domare: Raphael van Praag (Belgien) |

|  | 18 mars 1934 | Portugal        | 1 – 2   | Spanien                 | Estádio do Lumiar                                                     |                                                                       |
|  |              | Vítor Silva 10′ | Rapport | Isidro Lángara 12′, 25′ | Lissabon, Portugal Publik: 35 000 Domare: Raphael van Praag (Belgien) | Lissabon, Portugal Publik: 35 000 Domare: Raphael van Praag (Belgien) |
|  |              |                 |         |                         | Lissabon, Portugal Publik: 35 000 Domare: Raphael van Praag (Belgien) | Lissabon, Portugal Publik: 35 000 Domare: Raphael van Praag (Belgien) |
|  |              |                 |         |                         | Lissabon, Portugal Publik: 35 000 Domare: Raphael van Praag (Belgien) | Lissabon, Portugal Publik: 35 000 Domare: Raphael van Praag (Belgien) |

#### Grupp 3
| Nr | Lag ( )  | S | V | O | F | GM | IM | MS | P |
| -- | -------- | - | - | - | - | -- | -- | -- | - |
| 1  | Italien  | 1 | 1 | 0 | 0 | 4  | 0  | +4 | 2 |
| 2  | Grekland | 1 | 0 | 0 | 1 | 0  | 4  | −4 | 0 |

| Hemma \ Borta | Grekland | Italien |
| Grekland      | —        | [ b ]   |
| Italien       | 4–0      | —       |

|  | 25 mars 1934 | Italien                                                              | 4 – 0   | Grekland | San Siro                                                     |                                                              |
|  |              | Anfilogino Guarisi 40′ Giuseppe Meazza 44′, 71′ Giovanni Ferrari 69′ | Rapport |          | Milano, Italien Publik: 20 000 Domare: René Mercet (Schweiz) | Milano, Italien Publik: 20 000 Domare: René Mercet (Schweiz) |
|  |              |                                                                      |         |          | Milano, Italien Publik: 20 000 Domare: René Mercet (Schweiz) | Milano, Italien Publik: 20 000 Domare: René Mercet (Schweiz) |
|  |              |                                                                      |         |          | Milano, Italien Publik: 20 000 Domare: René Mercet (Schweiz) | Milano, Italien Publik: 20 000 Domare: René Mercet (Schweiz) |

#### Grupp 4
| Nr | Lag ( )   | S | V | O | F | GM | IM | MS  | P |
| -- | --------- | - | - | - | - | -- | -- | --- | - |
| 1  | Ungern    | 2 | 2 | 0 | 0 | 8  | 2  | +6  | 4 |
| 2  | Österrike | 1 | 1 | 0 | 0 | 6  | 1  | +5  | 2 |
| 3  | Bulgarien | 3 | 0 | 0 | 3 | 3  | 14 | −11 | 0 |

| Hemma \ Borta | Bulgarien | Ungern | Österrike |
| Bulgarien     | —         | 1–4    | [ c ]     |
| Ungern        | 4–1       | —      | [ c ]     |
| Österrike     | 6–1       | [ c ]  | —         |

|  | 25 mars 1934 | Bulgarien             | 1 – 4   | Ungern                                                                     | A.S. 23 Stadium                                                  |                                                                  |
|  |              | Dimitar Baikushev 27′ | Rapport | György Sarosi 29′ Gábor P. Szabó 61′ (str.) Geza Toldi 88′ Imre Markos 89′ | Sofia, Bulgarien Publik: 10 000 Domare: Denis Xifandu (Rumänien) | Sofia, Bulgarien Publik: 10 000 Domare: Denis Xifandu (Rumänien) |
|  |              |                       |         |                                                                            | Sofia, Bulgarien Publik: 10 000 Domare: Denis Xifandu (Rumänien) | Sofia, Bulgarien Publik: 10 000 Domare: Denis Xifandu (Rumänien) |
|  |              |                       |         |                                                                            | Sofia, Bulgarien Publik: 10 000 Domare: Denis Xifandu (Rumänien) | Sofia, Bulgarien Publik: 10 000 Domare: Denis Xifandu (Rumänien) |

|  | 25 april 1934 | Österrike                                                                             | 6 – 1   | Bulgarien          | Praterstadion                                                             |                                                                           |
|  |               | Johann Horvath 19′, 22′, 33′ Karl Zischek 59′ Rudolf Viertl 62′ Matthias Sindelar 67′ | Rapport | Mihail Lozanov 66′ | Wien, Österrike Publik: 25 000 Domare: František Cejnar (Tjeckoslovakien) | Wien, Österrike Publik: 25 000 Domare: František Cejnar (Tjeckoslovakien) |
|  |               |                                                                                       |         |                    | Wien, Österrike Publik: 25 000 Domare: František Cejnar (Tjeckoslovakien) | Wien, Österrike Publik: 25 000 Domare: František Cejnar (Tjeckoslovakien) |
|  |               |                                                                                       |         |                    | Wien, Österrike Publik: 25 000 Domare: František Cejnar (Tjeckoslovakien) | Wien, Österrike Publik: 25 000 Domare: František Cejnar (Tjeckoslovakien) |

|  | 29 april 1934 | Ungern                                       | 4 – 1   | Bulgarien            | Hungária-körút                                                        |                                                                       |
|  |               | Gábor P. Szabó 9′, 58′ József Solti 60′, 73′ | Rapport | Vladimir Todorov 61′ | Budapest, Ungern Publik: 10 000 Domare: Hans Frankenstein (Österrike) | Budapest, Ungern Publik: 10 000 Domare: Hans Frankenstein (Österrike) |
|  |               |                                              |         |                      | Budapest, Ungern Publik: 10 000 Domare: Hans Frankenstein (Österrike) | Budapest, Ungern Publik: 10 000 Domare: Hans Frankenstein (Österrike) |
|  |               |                                              |         |                      | Budapest, Ungern Publik: 10 000 Domare: Hans Frankenstein (Österrike) | Budapest, Ungern Publik: 10 000 Domare: Hans Frankenstein (Österrike) |

#### Grupp 5
| Nr | Lag ( )         | S | V | O | F | GM | IM | MS | P |
| -- | --------------- | - | - | - | - | -- | -- | -- | - |
| 1  | Tjeckoslovakien | 1 | 1 | 0 | 0 | 2  | 1  | +1 | 2 |
| 2  | Polen           | 1 | 0 | 0 | 1 | 1  | 2  | −1 | 0 |

| Hemma \ Borta   | Polen | Tjeckoslovakien |
| Polen           | —     | 1–2             |
| Tjeckoslovakien | [ d ] | —               |

|  | 15 oktober 1933 | Polen                     | 1 – 2   | Tjeckoslovakien                       | Polish Army Stadium                                             |                                                                 |
|  |                 | Henryk Martyna 52′ (str.) | Rapport | Josef Silný 37′ František Pelcner 78′ | Warszawa, Polen Publik: 18 000 Domare: Denis Xifandu (Rumänien) | Warszawa, Polen Publik: 18 000 Domare: Denis Xifandu (Rumänien) |
|  |                 |                           |         |                                       | Warszawa, Polen Publik: 18 000 Domare: Denis Xifandu (Rumänien) | Warszawa, Polen Publik: 18 000 Domare: Denis Xifandu (Rumänien) |
|  |                 |                           |         |                                       | Warszawa, Polen Publik: 18 000 Domare: Denis Xifandu (Rumänien) | Warszawa, Polen Publik: 18 000 Domare: Denis Xifandu (Rumänien) |

#### Grupp 6
| Nr | Lag ( )     | S | V | O | F | GM | IM | MS | P |
| -- | ----------- | - | - | - | - | -- | -- | -- | - |
| 1  | Schweiz     | 2 | 1 | 1 | 0 | 4  | 2  | +2 | 3 |
| 2  | Rumänien    | 2 | 1 | 0 | 1 | 2  | 3  | −1 | 2 |
| 3  | Jugoslavien | 2 | 0 | 1 | 1 | 3  | 4  | −1 | 1 |

| Hemma \ Borta | Rumänien | Schweiz | Kungariket Jugoslavien |
| Rumänien      | —        | —       | 2–1                    |
| Schweiz       | 2–0      | —       | —                      |
| Jugoslavien   | —        | 2–2     | —                      |

|  | 24 september 1933 | Jugoslavien                                | 2 – 2   | Schweiz                                 | Stadion BSK                                                           |                                                                       |
|  |                   | Vladimir Kragić 50′ Blagoje Marjanović 61′ | Rapport | Alessandro Frigerio 76′ Willy Jäggi 80′ | Belgrad, Jugoslavien Publik: 17 000 Domare: Alois Beranek (Österrike) | Belgrad, Jugoslavien Publik: 17 000 Domare: Alois Beranek (Österrike) |
|  |                   |                                            |         |                                         | Belgrad, Jugoslavien Publik: 17 000 Domare: Alois Beranek (Österrike) | Belgrad, Jugoslavien Publik: 17 000 Domare: Alois Beranek (Österrike) |
|  |                   |                                            |         |                                         | Belgrad, Jugoslavien Publik: 17 000 Domare: Alois Beranek (Österrike) | Belgrad, Jugoslavien Publik: 17 000 Domare: Alois Beranek (Österrike) |

|  | 29 oktober 1933 | Schweiz                                           | 2 – 0   | Rumänien                          | Wankdorf Stadion                                                   |                                                                    |
|  |                 | Erwin Hochstrasser 75′ Ernst Hufschmid 80′ (str.) | Rapport | Graţian Sepi 18′ Stefan Dobay 65′ | Bern, Schweiz Publik: 15 000 Domare: Hans Boekmann (Nederländerna) | Bern, Schweiz Publik: 15 000 Domare: Hans Boekmann (Nederländerna) |
|  |                 |                                                   |         |                                   | Bern, Schweiz Publik: 15 000 Domare: Hans Boekmann (Nederländerna) | Bern, Schweiz Publik: 15 000 Domare: Hans Boekmann (Nederländerna) |
|  |                 |                                                   |         |                                   | Bern, Schweiz Publik: 15 000 Domare: Hans Boekmann (Nederländerna) | Bern, Schweiz Publik: 15 000 Domare: Hans Boekmann (Nederländerna) |

Rumänien spelade med otillåtna spelare, och vinsten gick till Schweiz med slutsiffrorna 2–0.
|  | 29 april 1934 | Rumänien                                | 2 – 1   | Jugoslavien         | Stadionul ONEF                                                    |                                                                   |
|  |               | Alexandru Schwartz 38′ Stefan Dobay 74′ | Rapport | Vladimir Kragić 71′ | Bukarest, Rumänien Publik: 20 000 Domare: John Langenus (Belgien) | Bukarest, Rumänien Publik: 20 000 Domare: John Langenus (Belgien) |
|  |               |                                         |         |                     | Bukarest, Rumänien Publik: 20 000 Domare: John Langenus (Belgien) | Bukarest, Rumänien Publik: 20 000 Domare: John Langenus (Belgien) |
|  |               |                                         |         |                     | Bukarest, Rumänien Publik: 20 000 Domare: John Langenus (Belgien) | Bukarest, Rumänien Publik: 20 000 Domare: John Langenus (Belgien) |

#### Grupp 7
| Nr | Lag ( )             | S | V | O | F | GM | IM | MS | P |
| -- | ------------------- | - | - | - | - | -- | -- | -- | - |
| 1  | Nederländerna       | 2 | 2 | 0 | 0 | 9  | 4  | +5 | 4 |
| 2  | Belgien             | 2 | 0 | 1 | 1 | 6  | 8  | −2 | 1 |
| 3  | Irländska fristaten | 2 | 0 | 1 | 1 | 6  | 9  | −3 | 1 |

| Hemma \ Borta       | Belgien | Irländska fristaten | Nederländerna |
| Belgien             | —       | —                   | 2–4           |
| Irländska fristaten | 4–4     | —                   | —             |
| Nederländerna       | —       | 5–2                 | —             |

|  | 25 februari 1934 | Irländska fristaten            | 4 – 4   | Belgien                                                                    | Dalymount Park                                               |                                                              |
|  |                  | Paddy Moore 27′, 48′, 59′, 75′ | Rapport | Jean Capelle 13′ Stanley van den Eynde 25′ Francois van den Eynde 47′, 62′ | Dublin, Irland Publik: 35 000 Domare: Thomas Crewe (England) | Dublin, Irland Publik: 35 000 Domare: Thomas Crewe (England) |
|  |                  |                                |         |                                                                            | Dublin, Irland Publik: 35 000 Domare: Thomas Crewe (England) | Dublin, Irland Publik: 35 000 Domare: Thomas Crewe (England) |
|  |                  |                                |         |                                                                            | Dublin, Irland Publik: 35 000 Domare: Thomas Crewe (England) | Dublin, Irland Publik: 35 000 Domare: Thomas Crewe (England) |

|  | 8 april 1934 | Nederländerna                                          | 5 – 2   | Irländska fristaten                | Olympischstadion                                                       |                                                                        |
|  |              | Kick Smit 41′, 85′ Bep Bakhuys 67′, 78′ Leen Vente 83′ | Rapport | Johnny Squires 44′ Paddy Moore 57′ | Amsterdam, Nederländerna Publik: 38 000 Domare: Otto Ohlsson (Sverige) | Amsterdam, Nederländerna Publik: 38 000 Domare: Otto Ohlsson (Sverige) |
|  |              |                                                        |         |                                    | Amsterdam, Nederländerna Publik: 38 000 Domare: Otto Ohlsson (Sverige) | Amsterdam, Nederländerna Publik: 38 000 Domare: Otto Ohlsson (Sverige) |
|  |              |                                                        |         |                                    | Amsterdam, Nederländerna Publik: 38 000 Domare: Otto Ohlsson (Sverige) | Amsterdam, Nederländerna Publik: 38 000 Domare: Otto Ohlsson (Sverige) |

|  | 29 april 1934 | Belgien                                      | 2 – 4   | Nederländerna                                     | Bosuil Stadion                                                   |                                                                  |
|  |               | Laurent Grimmonprez 51′ Bernard Voorhoof 71′ | Rapport | Kick Smit 60′ Bep Bakhuys 62′, 84′ Leen Vente 64′ | Antwerpen, Belgien Publik: 42 000 Domare: Stanley Rous (England) | Antwerpen, Belgien Publik: 42 000 Domare: Stanley Rous (England) |
|  |               |                                              |         |                                                   | Antwerpen, Belgien Publik: 42 000 Domare: Stanley Rous (England) | Antwerpen, Belgien Publik: 42 000 Domare: Stanley Rous (England) |
|  |               |                                              |         |                                                   | Antwerpen, Belgien Publik: 42 000 Domare: Stanley Rous (England) | Antwerpen, Belgien Publik: 42 000 Domare: Stanley Rous (England) |

#### Grupp 8
| Nr | Lag ( )   | S | V | O | F | GM | IM | MS  | P |
| -- | --------- | - | - | - | - | -- | -- | --- | - |
| 1  | Tyskland  | 1 | 1 | 0 | 0 | 9  | 1  | +8  | 2 |
| 2  | Frankrike | 1 | 1 | 0 | 0 | 6  | 1  | +5  | 2 |
| 3  | Luxemburg | 2 | 0 | 0 | 2 | 2  | 15 | −13 | 0 |

| Hemma \ Borta | Frankrike | Luxemburg | Tyskland |
| Frankrike     | —         | —         | —        |
| Luxemburg     | 1–9       | —         | 1–6      |
| Tyskland      | [ g ]     | —         | —        |

|  | 11 mars 1934 | Luxemburg         | 1 – 9   | Tyskland                                                                                           | Stade Municipal                                                         |                                                                         |
|  |              | Ernest Mengel 27′ | Rapport | Josef Rasselnberg 3′, 36′, 56′, 90′ Willi Wigold 12′ Ernst Albrecht 25′ Karl Hohmann 30′, 51′, 53′ | Luxemburg, Luxemburg Publik: 14 500 Domare: Jan de Wolf (Nederländerna) | Luxemburg, Luxemburg Publik: 14 500 Domare: Jan de Wolf (Nederländerna) |
|  |              |                   |         | | Luxemburg, Luxemburg Publik: 14 500 Domare: Jan de Wolf (Nederländerna) | Luxemburg, Luxemburg Publik: 14 500 Domare: Jan de Wolf (Nederländerna) |
|  |              |                   |         | | Luxemburg, Luxemburg Publik: 14 500 Domare: Jan de Wolf (Nederländerna) | Luxemburg, Luxemburg Publik: 14 500 Domare: Jan de Wolf (Nederländerna) |

|  | 15 april 1934 | Luxemburg              | 1 – 6   | Frankrike                                                                  | Stade Municipal                                                       |                                                                       |
|  |               | Théophile Speicher 46′ | Rapport | Alfred Aston 3′ Jean Nicolas 26′, 67′, 84′, 89′ (str.) Ernest Liberati 80′ | Luxemburg, Luxemburg Publik: 18 000 Domare: Marc Turfkruyer (Turkiet) | Luxemburg, Luxemburg Publik: 18 000 Domare: Marc Turfkruyer (Turkiet) |
|  |               |                        |         |                                                                            | Luxemburg, Luxemburg Publik: 18 000 Domare: Marc Turfkruyer (Turkiet) | Luxemburg, Luxemburg Publik: 18 000 Domare: Marc Turfkruyer (Turkiet) |
|  |               |                        |         |                                                                            | Luxemburg, Luxemburg Publik: 18 000 Domare: Marc Turfkruyer (Turkiet) | Luxemburg, Luxemburg Publik: 18 000 Domare: Marc Turfkruyer (Turkiet) |

Tyskland–Frankrike spelades aldrig då båda lagen var klara för VM-slutspel

### Sydamerika

#### Grupp 9
| Nr | Lag ( )   | S | V | O | F | GM | IM | MS | P |
| -- | --------- | - | - | - | - | -- | -- | -- | - |
| 1  | Brasilien | 0 | 0 | 0 | 0 | 0  | 0  | 0  | 0 |
| 2  | Peru      | 0 | 0 | 0 | 0 | 0  | 0  | 0  | 0 |

#### Grupp 10
| Nr | Lag ( )   | S | V | O | F | GM | IM | MS | P |
| -- | --------- | - | - | - | - | -- | -- | -- | - |
| 1  | Argentina | 0 | 0 | 0 | 0 | 0  | 0  | 0  | 0 |
| 2  | Chile     | 0 | 0 | 0 | 0 | 0  | 0  | 0  | 0 |

### Nordamerika,  Centralamerika samt Karibien

#### Grupp 11

##### Omgång 1
| Nr | Lag ( ) | S | V | O | F | GM | IM | MS | P |
| -- | ------- | - | - | - | - | -- | -- | -- | - |
| 1  | Kuba    | 3 | 2 | 1 | 0 | 10 | 2  | +8 | 5 |
| 2  | Haiti   | 3 | 0 | 1 | 2 | 2  | 10 | −8 | 1 |

|  | 28 januari 1934 | Haiti                      | 1 – 3 | Kuba                                                         | Parc Leconte                                                    |                                                                 |
|  |                 | Robert St. Fort 85′ (str.) |       | Mario López 20′ (str.) Héctor Socorro 61′ Ángel Martínez 64′ | Port-au-Prince, Haiti Publik: 6 000 Domare: John Williams (USA) | Port-au-Prince, Haiti Publik: 6 000 Domare: John Williams (USA) |
|  |                 |                            |       |                                                              | Port-au-Prince, Haiti Publik: 6 000 Domare: John Williams (USA) | Port-au-Prince, Haiti Publik: 6 000 Domare: John Williams (USA) |
|  |                 |                            |       |                                                              | Port-au-Prince, Haiti Publik: 6 000 Domare: John Williams (USA) | Port-au-Prince, Haiti Publik: 6 000 Domare: John Williams (USA) |

|  | 1 februari 1934 | Haiti                      | 1 – 1 | Kuba            | Parc Leconte                                                    |                                                                 |
|  |                 | Robert St. Fort 25′ (str.) |       | Mario López 85′ | Port-au-Prince, Haiti Publik: 6 000 Domare: John Williams (USA) | Port-au-Prince, Haiti Publik: 6 000 Domare: John Williams (USA) |
|  |                 |                            |       |                 | Port-au-Prince, Haiti Publik: 6 000 Domare: John Williams (USA) | Port-au-Prince, Haiti Publik: 6 000 Domare: John Williams (USA) |
|  |                 |                            |       |                 | Port-au-Prince, Haiti Publik: 6 000 Domare: John Williams (USA) | Port-au-Prince, Haiti Publik: 6 000 Domare: John Williams (USA) |

|  | 4 februari 1934 | Haiti | 0 – 6 | Kuba                                                                                         | Parc Leconte                                                    |                                                                 |
|  |                 |       |       | Héctor Socorro ?′ Mario López ?′, ?′ Francisco Socorro ?′ Enrique Ferrer ?′ Salvador Soto ?′ | Port-au-Prince, Haiti Publik: 5 000 Domare: John Williams (USA) | Port-au-Prince, Haiti Publik: 5 000 Domare: John Williams (USA) |
|  |                 |       |       |                                                                                              | Port-au-Prince, Haiti Publik: 5 000 Domare: John Williams (USA) | Port-au-Prince, Haiti Publik: 5 000 Domare: John Williams (USA) |
|  |                 |       |       |                                                                                              | Port-au-Prince, Haiti Publik: 5 000 Domare: John Williams (USA) | Port-au-Prince, Haiti Publik: 5 000 Domare: John Williams (USA) |

Kuba avancerade till nästa omgång.

##### Omgång 2
| Nr | Lag ( ) | S | V | O | F | GM | IM | MS | P |
| -- | ------- | - | - | - | - | -- | -- | -- | - |
| 1  | Mexiko  | 3 | 3 | 0 | 0 | 12 | 3  | +9 | 6 |
| 2  | Kuba    | 3 | 0 | 0 | 3 | 3  | 12 | −9 | 0 |

|  | 4 mars 1934 | Mexiko              | 3 – 2 | Kuba                 | Parque Necaxa                                                   |                                                                 |
|  |             | Mejía 12′, 14′, 16′ |       | Mario López 40′, 63′ | Mexico City, Mexiko Publik: 20 000 Domare: Edward Donaghy (USA) | Mexico City, Mexiko Publik: 20 000 Domare: Edward Donaghy (USA) |
|  |             |                     |       |                      | Mexico City, Mexiko Publik: 20 000 Domare: Edward Donaghy (USA) | Mexico City, Mexiko Publik: 20 000 Domare: Edward Donaghy (USA) |
|  |             |                     |       |                      | Mexico City, Mexiko Publik: 20 000 Domare: Edward Donaghy (USA) | Mexico City, Mexiko Publik: 20 000 Domare: Edward Donaghy (USA) |

|  | 11 mars 1934 | Mexiko                                                       | 5 – 0 | Kuba | Parque Necaxa                                                   |                                                                 |
|  |              | Jorge Sota 24′ Dionisio Mejía 31′, 40′, 79′ Felipe Rosas 72′ |       |      | Mexico City, Mexiko Publik: 22 000 Domare: Edward Donaghy (USA) | Mexico City, Mexiko Publik: 22 000 Domare: Edward Donaghy (USA) |
|  |              |                                                              |       |      | Mexico City, Mexiko Publik: 22 000 Domare: Edward Donaghy (USA) | Mexico City, Mexiko Publik: 22 000 Domare: Edward Donaghy (USA) |
|  |              |                                                              |       |      | Mexico City, Mexiko Publik: 22 000 Domare: Edward Donaghy (USA) | Mexico City, Mexiko Publik: 22 000 Domare: Edward Donaghy (USA) |

|  | 18 mars 1934 | Mexiko                                                        | 4 – 1 | Kuba            | Parque Necaxa                                                   |                                                                 |
|  |              | Manuel Alonso 32′, 85′ José Ruvalcaba 41′ Fernando Marcos 60′ |       | Mario López 15′ | Mexico City, Mexiko Publik: 10 000 Domare: Edward Donaghy (USA) | Mexico City, Mexiko Publik: 10 000 Domare: Edward Donaghy (USA) |
|  |              |                                                               |       |                 | Mexico City, Mexiko Publik: 10 000 Domare: Edward Donaghy (USA) | Mexico City, Mexiko Publik: 10 000 Domare: Edward Donaghy (USA) |
|  |              |                                                               |       |                 | Mexico City, Mexiko Publik: 10 000 Domare: Edward Donaghy (USA) | Mexico City, Mexiko Publik: 10 000 Domare: Edward Donaghy (USA) |

Mexiko avancerade till Playoff. USA var direktkvalificerade till Playoff.

##### Final
| Nr | Lag ( ) | S | V | O | F | GM | IM | MS | P |
| -- | ------- | - | - | - | - | -- | -- | -- | - |
| 1  | USA     | 1 | 1 | 0 | 0 | 4  | 2  | +2 | 2 |
| 2  | Mexiko  | 1 | 0 | 0 | 1 | 2  | 4  | −2 | 0 |

|  | 24 maj 1934 | USA                             | 4 – 2 | Mexiko                               | Stadio Nazionale                                               |                                                                |
|  |             | Aldo Donelli 28′, 32′, 74′, 87′ |       | Manuel Alonso 23′ Dionisio Mejía 75′ | Rom, Italien Publik: 10 000 Domare: Yossouf Mohammed (Egypten) | Rom, Italien Publik: 10 000 Domare: Yossouf Mohammed (Egypten) |
|  |             |                                 |       |                                      | Rom, Italien Publik: 10 000 Domare: Yossouf Mohammed (Egypten) | Rom, Italien Publik: 10 000 Domare: Yossouf Mohammed (Egypten) |
|  |             |                                 |       |                                      | Rom, Italien Publik: 10 000 Domare: Yossouf Mohammed (Egypten) | Rom, Italien Publik: 10 000 Domare: Yossouf Mohammed (Egypten) |

### Afrika och Asien

#### Grupp 12
| Nr | Lag ( )                     | S | V | O | F | GM | IM | MS  | P |
| -- | --------------------------- | - | - | - | - | -- | -- | --- | - |
| 1  | Egypten                     | 2 | 2 | 0 | 0 | 11 | 1  | +10 | 4 |
| 2  | Brittiska Palestinamandatet | 2 | 0 | 0 | 2 | 1  | 11 | −10 | 0 |
| 3  | Turkiet                     | 0 | 0 | 0 | 0 | 0  | 0  | 0   | 0 |

| Hemma \ Borta               |       |       |       |
| Brittiska Palestinamandatet | —     | 1–4   | [ j ] |
| Egypten                     | 7–1   | —     | [ j ] |
| Turkiet                     | [ j ] | [ j ] | —     |

|  | 16 mars 1934 | Egypten                                                                                   | 7 – 1   | Brittiska Palestinamandatet | British Army Ground                                           |                                                               |
|  |              | Mahmoud Mokhtar El-Tetsh 11′, 35′, 51′ Mustafa Kamel Taha 21′, 79′ Mohamed Latif 43′, 87′ | Rapport | Avraham Nudelmann 61′       | Kairo, Egypten Publik: 13 000 Domare: Stanley Wells (England) | Kairo, Egypten Publik: 13 000 Domare: Stanley Wells (England) |
|  |              |                                                                                           |         |                             | Kairo, Egypten Publik: 13 000 Domare: Stanley Wells (England) | Kairo, Egypten Publik: 13 000 Domare: Stanley Wells (England) |
|  |              |                                                                                           |         |                             | Kairo, Egypten Publik: 13 000 Domare: Stanley Wells (England) | Kairo, Egypten Publik: 13 000 Domare: Stanley Wells (England) |

|  | 6 april 1934 | Brittiska Palestinamandatet | 1 – 4   | Egypten                                                           | Hapoel Ground                                                                           |                                                                                         |
|  |              | Yohanan Suknik 54′          | Rapport | Mohamed Latif 2′ Mahmoud Mokhtar El-Tetsh 7′, 22′ Abdel Fawzi 35′ | Tel-Aviv, Brittiska Palestinamandatet Publik: 8 000 Domare: Frederick Goodsby (England) | Tel-Aviv, Brittiska Palestinamandatet Publik: 8 000 Domare: Frederick Goodsby (England) |
|  |              |                             |         |                                                                   | Tel-Aviv, Brittiska Palestinamandatet Publik: 8 000 Domare: Frederick Goodsby (England) | Tel-Aviv, Brittiska Palestinamandatet Publik: 8 000 Domare: Frederick Goodsby (England) |
|  |              |                             |         |                                                                   | Tel-Aviv, Brittiska Palestinamandatet Publik: 8 000 Domare: Frederick Goodsby (England) | Tel-Aviv, Brittiska Palestinamandatet Publik: 8 000 Domare: Frederick Goodsby (England) |

## Anmärkningslista
1. ↑  Estland–Litauen spelades inte då Sverige redan var kvalificerat.
2. ↑  Grekland drog sig ur tävlingen efter första matchen.
3. 1 2 3  Bulgarien drog sig ur tävlingen och de resterande matcherna spelades inte.
4. ↑  Polen drog sig ur tävlingen före den andra matchen.
5. ↑  Rumänien spelade med otillåtna spelare och Fifa tilldömde Schweiz segern med 2–0.
6. ↑  Belgien gick vidare på bättre målkvot än Irland.
7. ↑  Tyskland–Frankrike spelades inte då bägge länder hade kvalificerat sig för avancemang.
8. ↑  Peru drog sig ur tävlingen.
9. ↑  Chile drog sig ur tävlingen.
10. 1 2 3 4 5  Turkiet drog sig ur tävlingen.